# Raptobaetopus tenellus
Raptobaetopus tenellus is een haft uit de familie Baetidae. De wetenschappelijke naam van de soort is voor het eerst geldig gepubliceerd in 1878 door Albarda.
De soort komt voor in het Palearctisch gebied.